# Millplophrys
Millplophrys és un gènere d'aranyes araneomorfes de la subfamília Erigoninae, dins de la família Linyphiidae. Es pot trobar al sud-est d'Àsia.
Fou descrit per primera vegada per Platnick l'any 1998. És sinònim del gènere Diplophrys Millidge, 1995

## Llista d'espècies
Segons The World Spider Catalog 12.0:
- Millplophrys cracatoa (Millidge, 1995)
- Millplophrys pallida (Millidge, 1995) (Espècie tipus)